# Stages (песня)
Stages (с англ. — «Ступени») — двадцать второй сингл американской блюз-рок-группы ZZ Top, третий сингл альбома Afterburner, добрался до 1 места в Top Rock Tracks.

## О песне
Сингл записывался в 1985 году в ходе работы над альбомом Afterburner. На этом альбоме группа достигла апогея в своём приближении к поп-року: обильное использование синтезаторов, «пластиковый» звук драм-машины, танцевальные мелодии, а в свою очередь песня Stages является в этом смысле апогеем среди всего остального материала альбома. Стивен Эрлевайн сказал о песне: «Бесподобный пост-ньюуэйв рок, самая попсовая вещь у ZZ Top за их историю» ; все прочие отзывы были примерно в том же духе «радиоформатная эмопоп-рок песня» , «симпатично-гимноподобная, в духе 80-х»  Текст песни отвечает стилистике: «оптимистичная песня о любви, обозначающая отход ZZ Top от типичных для группы тупых текстов и похабного юмора». В песне речь идёт о неких ступенях, этапах, которые преодолевают влюбленные и которые делают чувства острее. Вместе с тем, текст как обычно для группы допускает двусмысленность: stages переводится также как «подмостки», «сцены» и Билли Гиббонс, отвечая на вопрос о чём эта песня, ответил: «Stages? Мы сегодня вечером будем на одной такой. И собираемся выступать ещё на многих».
На песню был снят видеоклип.

## Сторона B
На стороне B 7”-сингла, выпущенном в двух вариантах, находились либо песня Can’t Stop Rockin’ либо песня Hi Fi Mama с альбома Degüello; на 12” релизе была обычная и расширенная версии песни Stages вместе с песней Hi Fi Mama.

## Чарты
| Чарт (1986)                                | Позиция |
| ------------------------------------------ | ------- |
| Австралия (Kent Music Report)              | 63      |
| Ирландия (IRMA)                            | 23      |
| Новая Зеландия (Recorded Music NZ)         | 40      |
| Великобритания (OCC UK Singles)            | 43      |
| США (Billboard Hot 100)                    | 21      |
| США Hot Mainstream Rock Tracks (Billboard) | 1       |

## Участники записи
- Билли Гиббонс — гитара
- Дасти Хилл — вокал, бас-гитара
- Фрэнк Бирд — ударные, перкуссия

Технический состав
- Билл Хэм — продюсер